# Gare de Talence-Médoquine
La gare de Talence-Médoquine est une gare ferroviaire française située sur la commune de Talence, dans le département de la Gironde, en région Nouvelle-Aquitaine.
Sa réouverture est prévue le 21 septembre 2025,.

## Situation ferroviaire
Établie à 22 mètres d'altitude, la gare de Talence-Médoquine est située au point kilométrique (PK) 4,194 de la Ceinture de Bordeaux et de la ligne de Bordeaux-Saint-Jean à Irun.

## Histoire

### La gare historique
La gare de la Médoquine fut inaugurée en 1921. Elle était desservie par les trains reliant la gare de Bordeaux-Saint-Jean au Médoc. Les trains allant vers le pays basque et le bassin d'Arcachon y passaient sans s’arrêter car les voies sud n'avaient pas de quais. L'activité voyageur a fermé en 1949. La gare a conservé une activité marchandise jusqu'en 1987 avant d'être abandonnée (fermeture du guichet de vente de billets en 2011).

### Réouverture en 2025
Depuis la fermeture de la gare, plusieurs groupes de citoyens se sont mobilisés pour demander sa réouverture car Talence-Médoquine est située dans un espace urbain dense ayant un fort besoin de transport en commun.  
Fin 2018, deux délibérations souhaitant la réouverture de la halte en 2023 sont prises, à la fois par Bordeaux Métropole (délibération 2018-596) et le conseil régional de Nouvelle-Aquitaine (délibération 2018.2425.SP).  
En 2019, il est annoncé une ouverture programmée pour fin 2023 avant que cette date ne soit repoussée à 2025. Cette réouverture s'inscrit dans le cadre de la mise en place du RER métropolitain bordelais. 
La "nouvelle gare" de Talence Médoquine sera desservie à la fois par la ligne "41 : Arcachon, Bordeaux, Libourne" et par la ligne "42 : Pointe de Grave, Bordeaux Saint Jean". 
Cette nouvelle gare sera complétée par un pôle multimodal connectant le RER bordelais au réseau TBM (projet de ligne de bus express reliant le CHU au Campus).  
Le chantier démarre officiellement le 10 avril 2023 avec un objectif de 4 000 voyageurs quotidien dès 2030 et 82 arrêts. Il est estimé à environ 25 millions d'euros financés par l’État, la région Nouvelle-Aquitaine et Bordeaux Métropole (un tiers chacun). Au plus fort des travaux, les lignes Bordeaux – Le Verdon et Bordeaux – Arcachon sont suspendues plusieurs week-ends d'affilée afin d'organiser des opérations "coup de poing" visant, notamment, à créer de nouveaux quais et à installer une nouvelle passerelle au dessus des voies. 